# 肯尼斯·貝德納雷克
肯尼斯·貝德納雷克（英語：Kenneth Bednarek，1998年10月14日—），美國田徑運動員。

## 得獎經歷
他代表美國隊參加了日本舉行的2020年夏季奧林匹克運動會，並且在男子200米比賽上獲得銀牌。
2024年法國巴黎的夏季奧林匹克運動會，男子200米獲得銀牌、100米則為第七名。